# Municipio de Penfield
El municipio de Penfield (en inglés: Penfield Township) es un municipio ubicado en el condado de Lorain en el estado estadounidense de Ohio. En el año 2010 tenía una población de 1789 habitantes y una densidad poblacional de 31,76 personas por km².

## Geografía
El municipio de Penfield se encuentra ubicado en las coordenadas 41°9′55″N 82°7′2″O / 41.16528, -82.11722. Según la Oficina del Censo de los Estados Unidos, el municipio tiene una superficie total de 56.33 km², de la cual 55,98 km² corresponden a tierra firme y (0,61 %) 0,34 km² es agua.

## Demografía
Según el censo de 2010, había 1789 personas residiendo en el municipio de Penfield. La densidad de población era de 31,76 hab./km². De los 1789 habitantes, el municipio de Penfield estaba compuesto por el 98,88 % blancos, el 0,22 % eran afroamericanos, el 0,06 % eran asiáticos, el 0,34 % eran de otras razas y el 0,5 % eran de una mezcla de razas. Del total de la población el 1,62 % eran hispanos o latinos de cualquier raza.